# 탭 라모스
탭 라모스(Tabaré Ramos Ricciardi, 1966년 9월 21일)는 미국의 전 축구 선수, 지도자이다.